# تيفيرولا
تيفيرولا، (بالإنجليزية: Teverola)‏، (سردينيا: Tiana)، هي بلدية في مقاطعة كازيرتا في إقليم كامبانيا الإيطالي، وتقع على بعد حوالي 20 كم (12 ميل) شمال نابولي، وحوالي 12 كم (7 ميل) جنوب غرب كازيرتا.

## السكان
في سنة 1861 بلغ عدد السكان 1٬055 نسمة، وتطور العدد ليصل في سنة 2011 لـ 13٬610 نسمة.
يظهر هذا المخطط البياني تطور النمو السكاني لـ تيفيرولا